# Варман фон Констанц
Варман фон Констанц също Варман фон Дилинген (на немски: Warmann von Konstanz; Warmann von Dillingen; † 10 април 1034) е от 1026 до 1034 г. епископ на Констанц.

## Биография
Той е от благородническия род Хупалдинги, граф на Дилинген, син на граф Ривин I фон Дилинген († сл. 973) и съпругата му Хилдегард († сл. 973). Брат е на Еберхард I фон Констанц († 1046), след него епископ на Констанц (1034 – 1046).
Преди да стане епископ Варман е монах в манастир Айнзиделн. През септември 1026 г. той е помазан за епископ на Констанц.
През 1027 г. той участва при императорската коронизация на Конрад II и съпругата му Гизела Швабска в Рим. Конрад II му нарежда да се бори с херцог Ернст II от Швабия. Варман става опекун на малолетния му брат херцог Херман IV от Швабия и управлява много години вместо него Херцогство Швабия.
Той изгаря на църковния събор 1033 г. в Констанц папските привилегии за абатите на манастир Райхенау.
Епископ Варман умира на 10 април 1034 г. по време на пътуване за Рим.